# Culex prosecutor
Culex prosecutor är en tvåvingeart som beskrevs av Seguy 1927. Culex prosecutor ingår i släktet Culex och familjen stickmyggor. Inga underarter finns listade i Catalogue of Life.